# Honda Civic (2015)
La decima generazione della Honda Civic è stata prodotta dalla casa automobilistica giapponese Honda a partire dal novembre 2015 sul mercato nordamericano e dal 2016 in Europa e in Asia in sostituzione della nona generazione, fino all'estate 2021.

## Il contesto

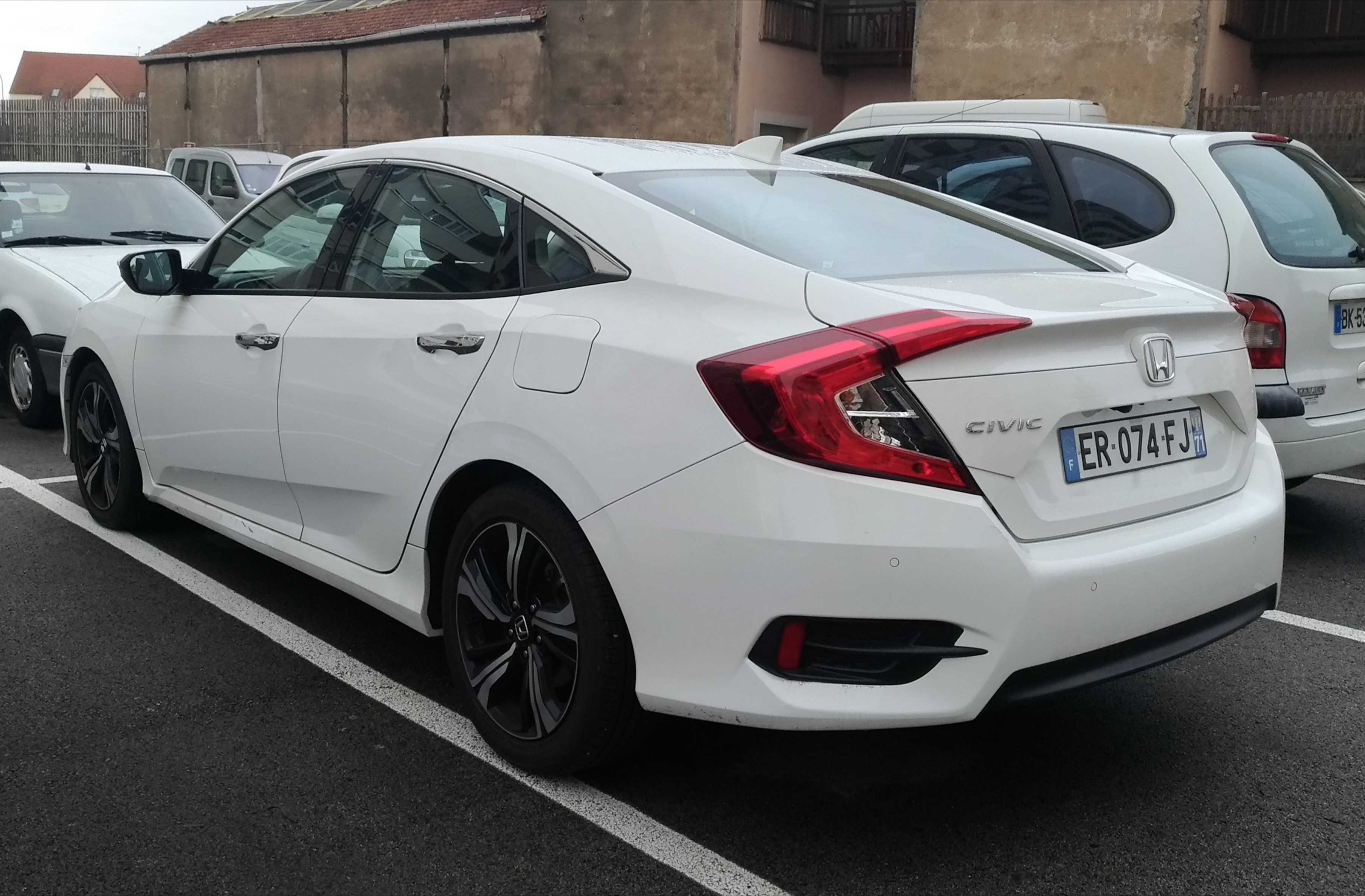
Honda Civic Sedan a 4 porte

Honda ha mostrato le prime immagini della nuova generazione in versione berlina tre volumi nel settembre 2015. La produzione è iniziata a Greensburg e Allison alla fine di ottobre 2015 e il veicolo ha debuttato presso i concessionari negli Stati Uniti e in Canada dal 12 novembre 2015.
Al Salone di Ginevra nella primavera 2016, Honda ha presentato per la prima volta un prototipo della variante hatchback a cinque porte. La versione definitiva per la produzione in serie ha esordito al Salone di Parigi 2016, insieme alla versione prototipale della Type R. La decima Civic è basata su una nuova piattaforma compatta, condivisa con più modelli a livello globale.

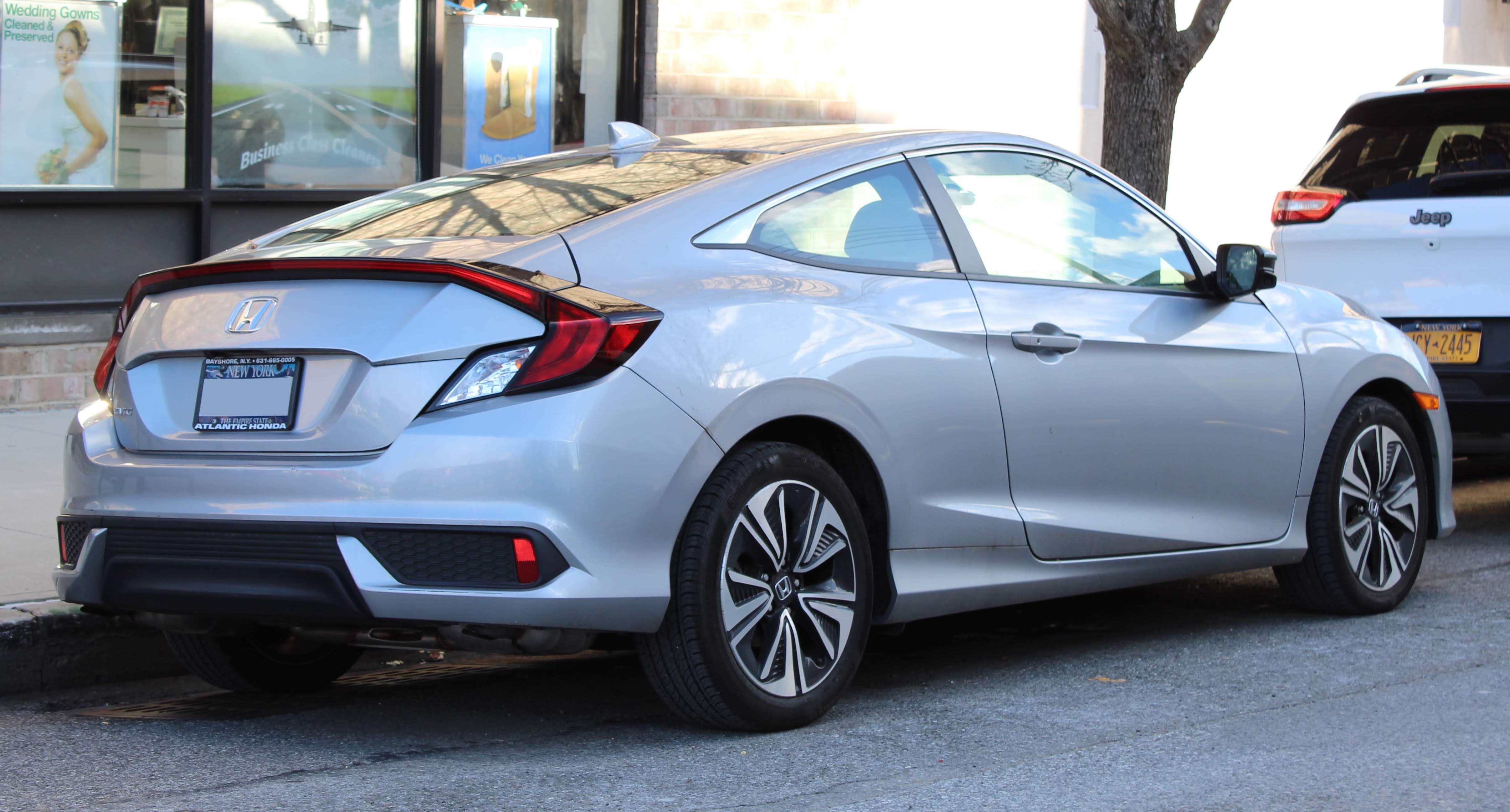
Honda Civic Coupé

Le versioni disponibili sono berlina a quattro porte e hatchback, oltre a una versione coupé a tre porte. Il telaio è realizzato con acciai altoresistenziali, che lo rendono più leggero di 31 kg rispetto al modello precedente e ne abbassano anche il baricentro di 15 mm.
A seconda dei vari mercati di commercializzazione, i propulsori variano dal 3 cilindri da 988 cm³ sino ai 4 cilindri da 1996 cm³ per le motorizzazioni a benzina, mentre il motore Diesel disponibile è da 1597 cm³ di cilindrata; le potenze variano dai 125 ai 320 CV.

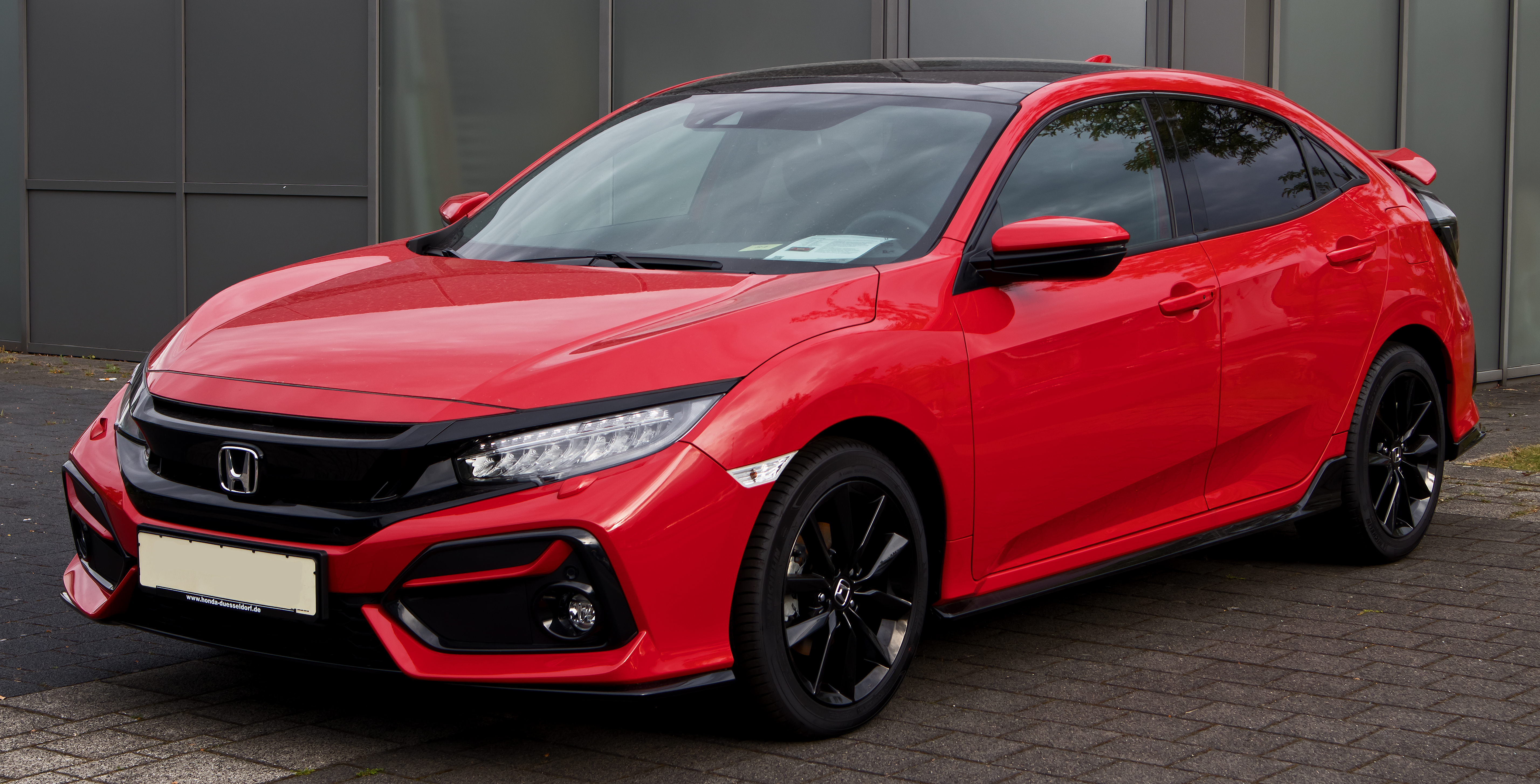
Civic restyling

Per quanto riguarda la sicurezza automobilistica, in Europa è stata sottoposta una prima volta al test dell'Euro NCAP ottenendo la valutazione di 4 stelle e, pochi mesi dopo una seconda volta, dopo che la casa aveva inserito alcune modifiche, ottenendo la valutazione di 5 stelle.
Al salone di Los Angeles nel novembre 2015, la Honda ha presentato la versione di serie della variante a due porte denominata Civic Coupé, che è basata su una concept car precedente presentata nella primavera 2015 al salone di New York. Realizzata esclusivamente in Nord America per il mercato locale, le vendite sono iniziate nel 15 marzo 2016, ma a causa dei volumi di vendita bassi rispetto alle aspettative, la Honda ha tolto la coupé dal mercato nell'estate del 2020.
A inizio 2020 la vettura è stata sottoposta a un restyling di metà carriera, che ha interessato il frontale con un nuovo paraurti e fanali ridisegnati e gli interni con nuovi comandi nella console centrale.

## Type R

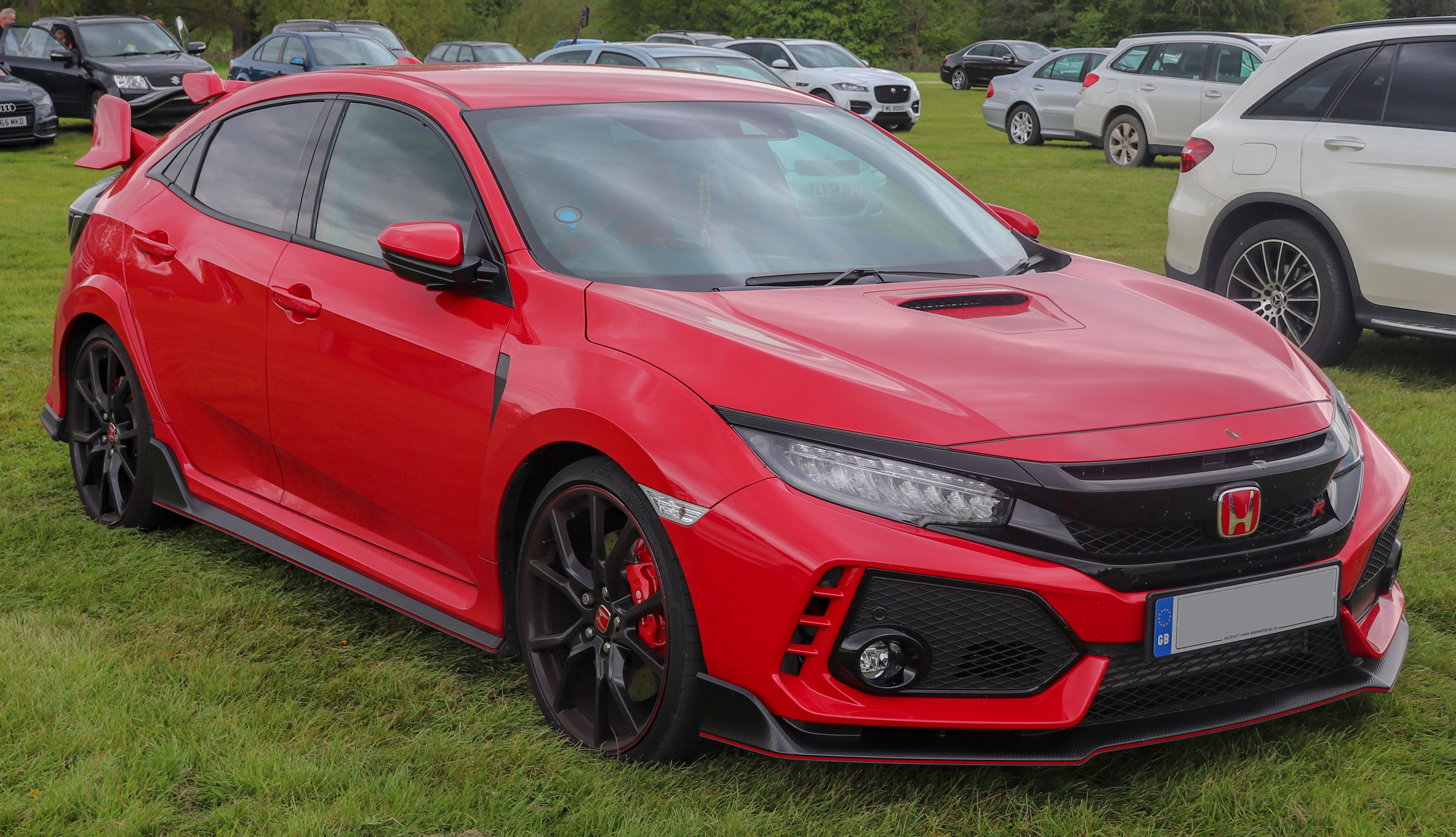
Civic Type R

Il prototipo della versione più sportiva Civic Type R è stato presentato a settembre 2016 al Salone dell'automobile di Parigi e la versione stradale è stata presentata al Salone dell'automobile di Ginevra 2017, con il lancio europeo del modello avvenuto in estate.
La Type R è dotata di cerchi in lega neri da 20 pollici che calzano pneumatici 245/30 R20, uno splitter anteriore in fibra di carbonio e un grande spoiler posteriore. Il motore è lo stesso 4 cilindri in linea VTEC turbo da 2,0 litri della precedente generazione ma più potente con 320 cavalli. 

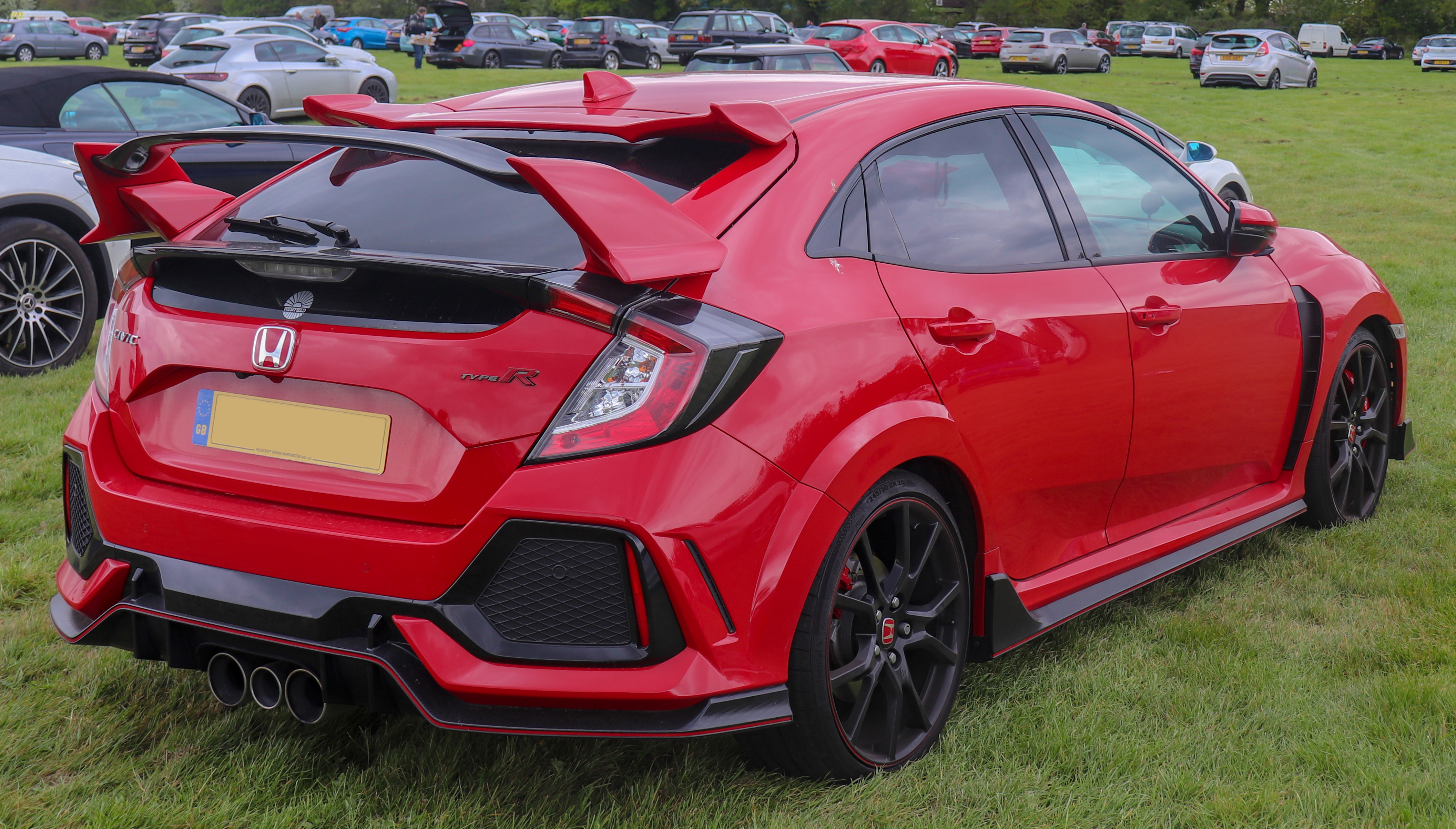
Retro della Type R; notare la grande ala e il triplo scarico

La potenza viene scaricata a terra attraverso un cambio manuale a 6 rapporti (non disponibile l'automatico) e un differenziale autobloccante a slittamento limitato. La velocità massima è di 272 km/h e lo 0 a 100 viene coperto in 5,7 secondi.
La Type R nell'aprile 2017 ha fatto segnare quello che in quel momento era il giro più veloce per i veicoli a trazione anteriore sul Nürburgring con un tempo di 7:43:8.
In occasione del restyling, anche la Type R ha subito le stesse modifiche delle altre versioni. Altri cambiamenti sono a livello meccanico, con miglioramento del sistema del raffreddamento del motore e un generale alleggerimento della vettura. In più la Type R è disponibile in una versione chiamata Sport Line che presenta una aerodinamica semplificata senza la presenza dell'alettone posteriore e una variante realizzata in 1000 esemplari chiamata Limited Edition, ulteriormente alleggerita di 47 kg, gomme più grandi e assetto irrigidito.